# PGC 3094866
LEDA/PGC 3094866 ist eine Galaxie im Sternbild Coma Berenices am Nordsternhimmel. Sie ist schätzungsweise 2,6 Milliarden Lichtjahre von der Milchstraße entfernt. Die Galaxie wird als Mitglied des Coma-Galaxienhaufens Abell 1656 gelistet, die Entfernung ist dafür jedoch zu groß.

Im selben Himmelsareal befinden sich u. a. die Galaxien NGC 4922, IC 842, IC 843, IC 4088.